# 24 Hours (canção)
"24 Hours"é o single de estreia da cantora sul-coreana Sunmi. Foi lançado em 26 de agosto de 2013 pela JYP Entertainment, sendo adicionado seis meses depois ao primeiro EP de Sunmi, Full Moon.

## Antecedentes e lançamento
Em 6 de agosto de 2013, a JYP Entertainment anunciou que Sunmi faria sua estréia solo depois de ficar inativa por um tempo. Em 11 de agosto, a empresa informou que Sunmi lançaria seu novo single em 26 de agosto e retornaria ao palco no dia 22 de agosto. Em 14 de agosto, a JYP publicou o primeiro teaser do videoclipe. No teaser há um relógio e um par de memórias, enquanto a música de "24 Hours" toca ao fundo. Em 17 de agosto, a companhia publicou um novo teaser onde Sunmi dança uma coreografia "sexy" acompanhada por um homem e também faz parte da música como pano de fundo. Sunmi escreveu uma carta aos fãs de Wonder Girls, expressando seu desejo de mostrar a eles uma "nova Sunmi". A cantora também escreveu que ela teve que perder peso para este retorno.

## Video musical
Após o anúncio do videoclipe, Sunmi declarou através de diferentes mídias que a música era baseada no conceito de "deixar de ser uma garota e se tornar uma mulher". Após o lançamento do teaser para o videoclipe, Park Jin-young disse que o trailer tinha como objetivo criar um novo critério para uma "garota que aparentemente está amadurecendo". Na produção do videoclipe, o objetivo do vídeo foi elaborar uma história de amor.
No começo do vídeo, Sunmi é mostrada enrolando um relógio e então ela é vista sentada em sua cama com um olhar sério, a música de fundo é o som do relógio. Por sugestão de Yubin, durante a transição do vídeo, você pode ver uma variante do Cisne Negro. O vídeo então retorna às cenas do começo.

## Desempenho nas paradas
| Parada (2013)                       | Melhor posição |
| ----------------------------------- | -------------- |
| Coreia do Sul (Gaon Digital Chart)  | 2              |
| Coreia do Sul (Gaon Weekly Chart)   | 4              |
| Coreia do Sul (Gaon Download Chart) | 2              |
| Coreia do Sul (Korea K-Pop Hot 100) | 3              |